# Franciscanenkerk (Wenen)
De Franciscanenkerk (Duits: Franziskanerkirche) is een kerkgebouw stammend uit de 17e eeuw in de Oostenrijkse stad Wenen.

## Bouwgeschiedenis
De Franciscaanse Orde had haar eerste klooster in Wenen vanaf 1451 met St. Theobald ob der Laimgrube in de wijk Mariahilf, dat in 1529 werd verwoest. Twee andere kloosters (in St. Rupert tot 1545, St. Nikolaus in Nikolai- en Grünangergasse) werden al snel te klein.
In 1589 stond de gemeente Wenen na lange onderhandelingen het leegstaande klooster van de penitenten, gebouwd van 1383 tot 1387, af aan de franciscanen. Ongeveer veertig jaar eerder had de contrareformator Petrus Canisius regelmatig in de kerk gepreekt.
Toen de franciscanen het gebouw - waarin voormalige penitenten woonden - overnamen, werd de kerk herbouwd met oude onderdelen. Hierdoor is het enige heilige gebouw van Wenen in renaissancestijl nog steeds vaak versierd met gotische elementen. De kerk werd voltooid in 1607, het klooster voor 200 broeders in 1630. Het interieur van de kerk werd pas rond 1720 voltooid. Tegenwoordig behoort het klooster tot de Franciscaanse Provincie van Oostenrijk.

### De huidige kerk
De kerk is gesticht in 1603, om de plek van een oud klooster. De kerk werd voltooid in 1607, het klooster voor 200 broeders in 1630. Het interieur van de kerk werd pas rond 1720 voltooid. Tegenwoordig behoort het klooster tot de Franciscaanse Provincie van Oostenrijk.
De façade van de kerk is in Zuid-Duitse renaissancestijl en wordt bekroond met een rijkversierde puntgevel met obelisken. Voor de kerk staat de uit 1798 stammende Mozesfontein ontworpen door de neoclassicistische architect Johan Martin Fischer. Het interieur is gebouwd in Barokke stijl. Midden in de kerk staat een theatraal hoogbarokaltaar, van Andrea Pozzo, het voorste deel van het altaar is driedimensionaal. Verder is de kruisiging van Jezus, door de schilder Carlo Carlone uit 1725, tussen de zijaltaren opvallend. Het oudste nog in gebruik zijnde orgel van Wenen uit 1642 van Johann Wöckerl staat in deze kerk.

## Galerij

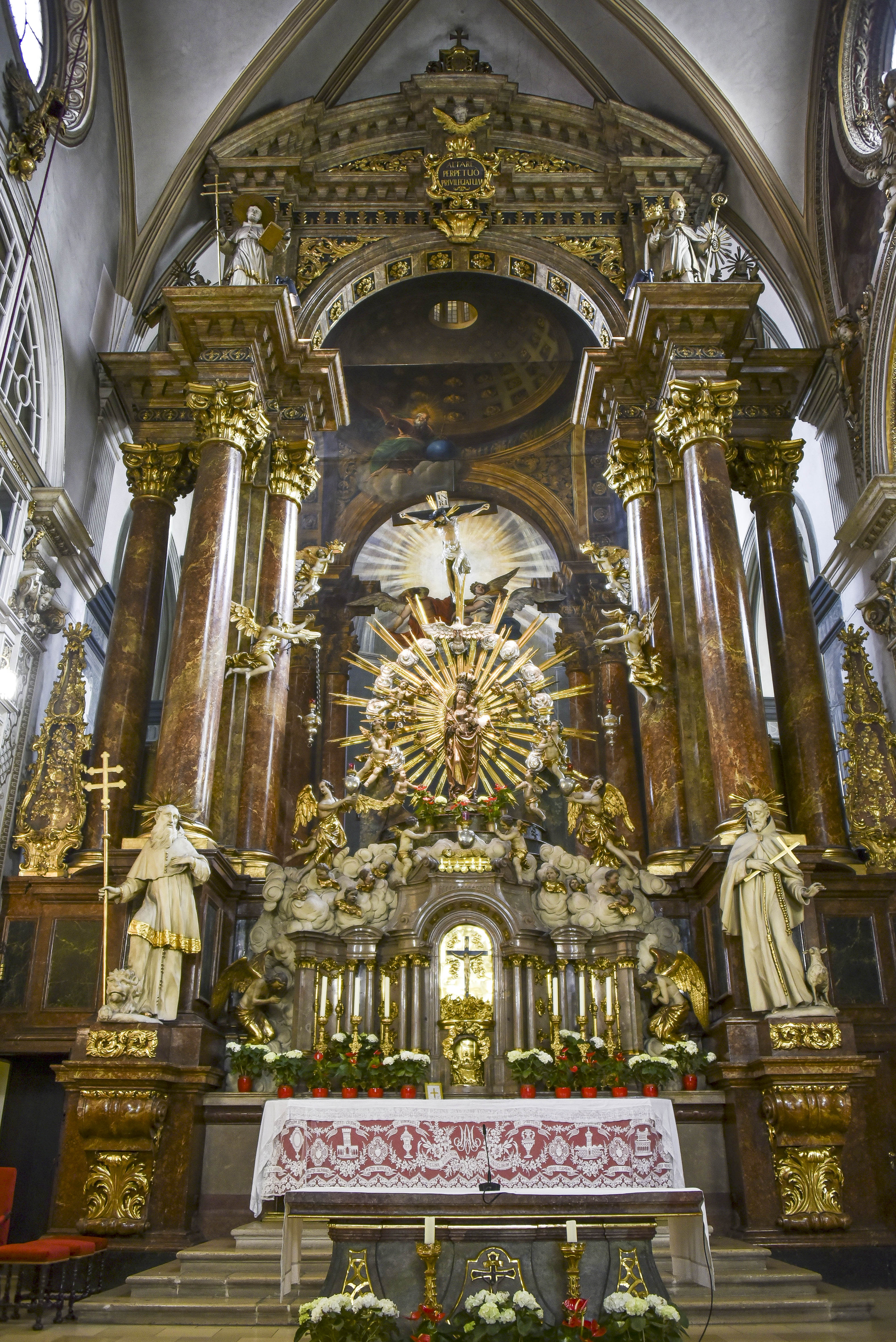
Hoogaltaar
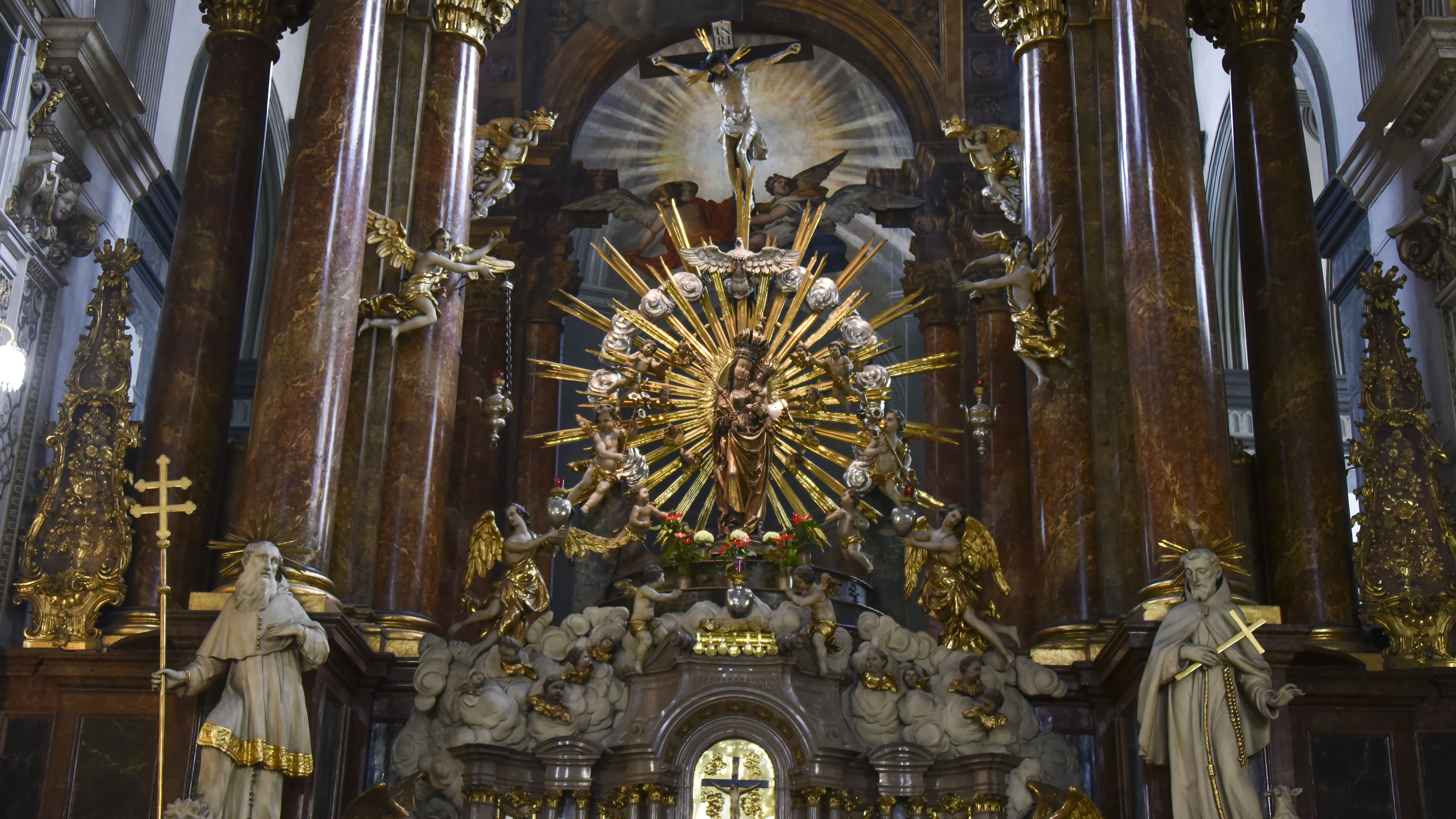
Detail van het hoogaltaar
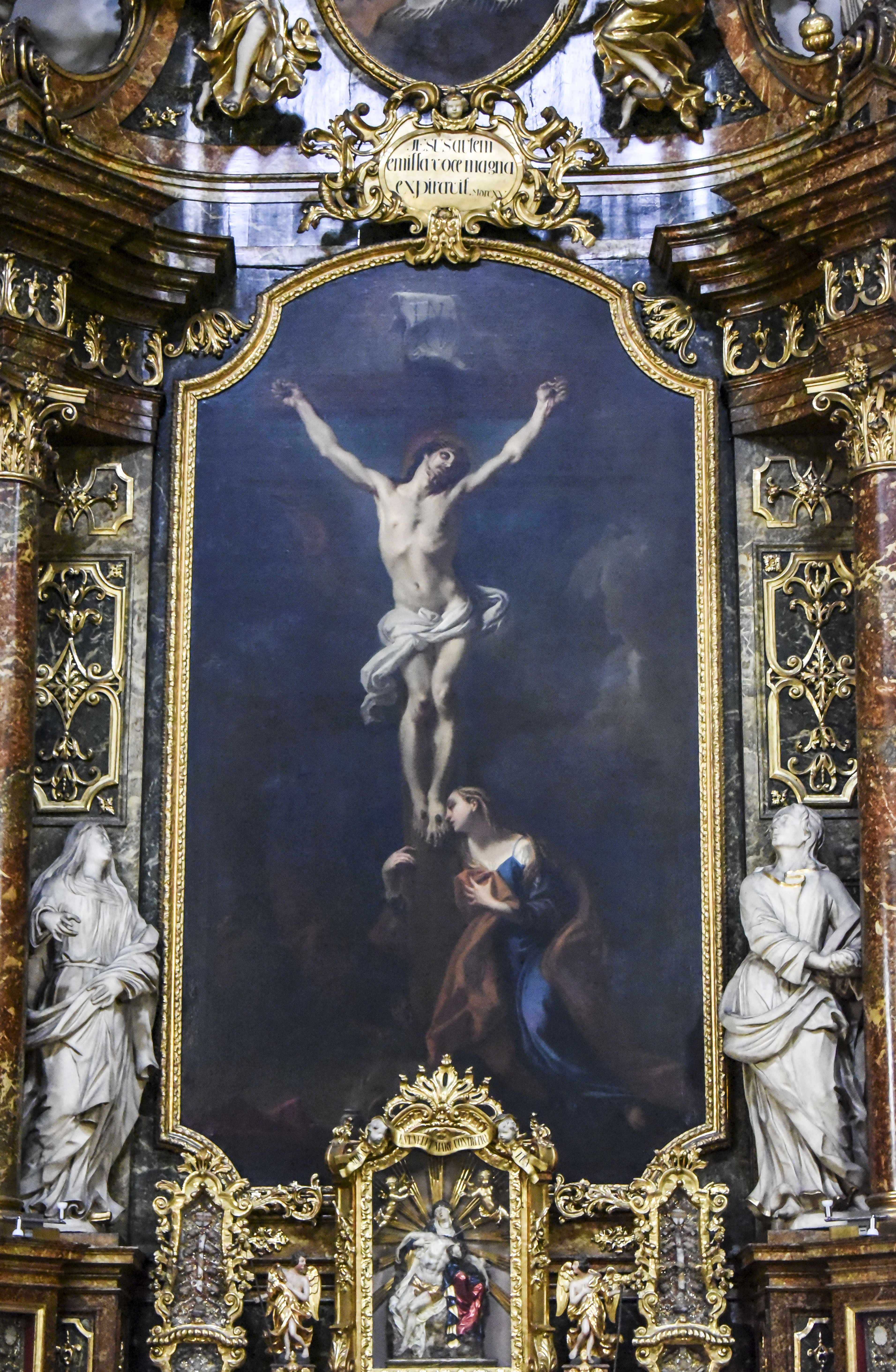
Schilderij in een zijaltaar